# イヴ・ナット
イヴ・ナット（Yves Nat, *1890年12月29日 ベジエ - †1956年8月31日 パリ）はフランスのピアニスト、作曲家。

## 略歴
幼くして音楽の才能を示し、10歳のときに自作を指揮。その演奏を聴いた、サン＝サーンスやフォーレにパリ音楽院への進学を勧められる。パリ音楽院では1907年にピアニストのルイ・ディエメのピアノ・クラスで首席を獲得している。
彼の国際的な活動は、1909年にドビュッシーに連れられた渡英にはじまる。ヨーロッパやアメリカ各地各地で演奏旅行を行い、ベートーヴェンやシューマンの演奏で評価された。ヴァイオリニストのジャック・ティボーやジョルジュ・エネスコ、ウジェーヌ・イザイらとも頻繁に演奏旅行を行っている。
1934年に、母校パリ音楽院での教育と、自らの作曲活動に集中するため、演奏活動を退く。亡くなる1956年まで、パリ音楽院の指導的教師の一人として、ジュヌヴィエーヴ・ジョワやピエール・サンカンらを育てた。
一方1950年代にはピアノの演奏活動を再開、1951年から1955年にかけてベートーヴェンのピアノ・ソナタの全曲録音を実現させた。

## スタイル
先述のベートーヴェンのほか、シューベルトやヴェーバー、シューマン、ブラームスといった、とりわけドイツ・ロマン派音楽を得意とした。
非常に精緻なアゴーギク、計算されたルバート、タッチの節制など多くのフランス人の演奏スタイルとはかけ離れている。アルフレッド・コルトーのように長い指を生かした芳醇な音色で攻めるのとは、正反対のアプローチのシューマンが聴き物である。残されたLPから指捌きに難のあることが確認できるが、ナットの指は短く本人も特別な運指で対応していたためやむを得なかったことを語っている。（cf．ラルース事典）残された録音は保存状態が良好ではなく、彼がどのような音色を描いていたかについてはあまりよくわかっていない。

## 作品
ピアノ曲や室内楽のほか、合唱と管弦楽のための《地獄 L'enfer》（1942年）やピアノ協奏曲（1953年）がある。ピアノ協奏曲は1954年2月4日に作曲者のピアノとデルヴォー指揮フランス国立放送管弦楽団によって初演された。

## エピソード
高弟であった井口基成に、「ぜひ私のピアノ協奏曲を日本初演していただくように」と念を押した。しかし、井口は趣味が合わないせいか、なぜか演奏することはなかった。

## 評価
ダニエル・バレンボイムはナットについて「すぐれたピアニストだったと私は思うが、フランス国外ではあまりに過小評価されていた」と述べている。